# Achaearanea trapezoidalis
Achaearanea trapezoidalis là một loài nhện trong họ Theridiidae.
Loài này thuộc chi Achaearanea. Achaearanea trapezoidalis được Władysław Taczanowski miêu tả năm 1873.